# Kadagujjanahalli, Tumkur
Kadagujjanahalli là một làng thuộc tehsil Tumkur, huyện Tumkur, bang Karnataka, Ấn Độ.